# آب سیلابی

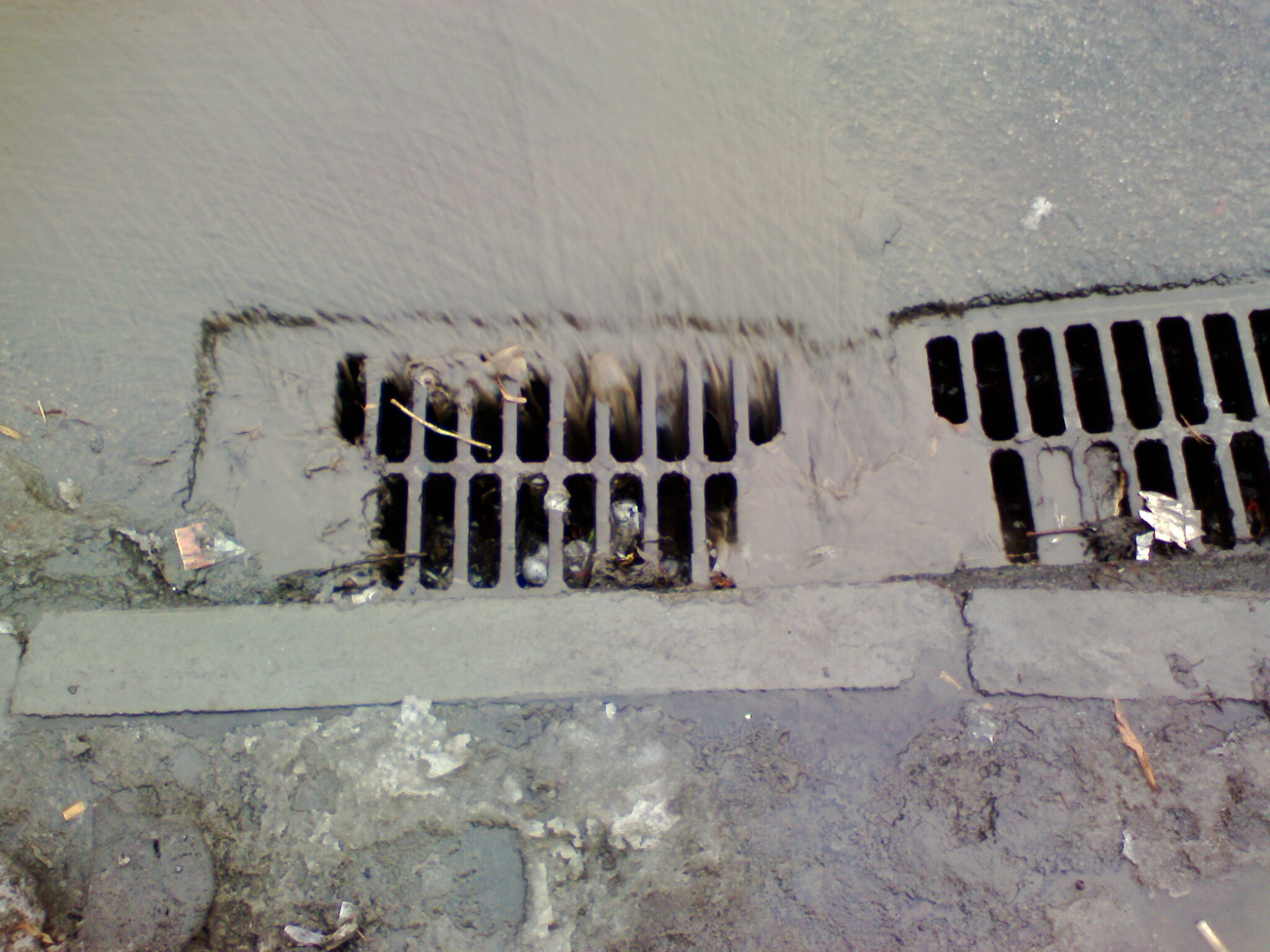
رواناب شهری که وارد زهکشی آب می‌شود.

آب سیلابی (به انگلیسی: Stormwater) که با نام‌های آب بارندگی و سرریزآب باران، رواناب رگباری، آب تندبارش یا آب رگباری نیز شناخته می‌شود، به برف آب‌شده و آب باران روان‌شده بر روی سطح زمین اشاره می‌کند که در سطح زمین داخل برکه، گودال، حوضچه و در گل‌ولای باقی می‌ماند. بیشتر آب رگباری تبخیر شده یا در ایجاد رواناب‌های سطحی نقش بازی می‌کند. بیشتر رواناب‌ها بدون تصفیه مستقیماً به رودخانه‌ها یا دیگر آب‌های سطحی منتقل می‌شوند.
در مناطق طبیعی مانند جنگل‌ها مقدار زیادی از آب بارندگی و طوفان در خاک جذب می‌شوند؛ زیرا گیاهان نفوذپذیری خاک را افزایش می‌دهند و به کاهش آب رگباری کمک می‌کنند. اما در شهرها و جاهای که توسعه یافته است، آب رگباری نمی‌تواند به این شکل کنترل شود و از این رو سبب ایجاد دو چیز می‌شود: نخست آب در حجم کنترل‌نشده و زمان‌بندی غیرقابل پیش‌بینی روان شده که به سیل می‌انجامد و دیگری این که آب آلاینده‌های احتمالی که در مناطق توسعه‌یافته شهری وجود دارد را در خود حمل می‌کند و در نهایت به آلودگی آبهای رودخانه‌ها می‌انجامد.
از سوی دیگر از آن جایی که جمعیت انسانی رشد چشمگیری داشته است، آب رگباری در مناطق خشک یا مناطقی که دچار خشکسالی هستند منبع بسیار مهمی است. تکنیک‌های گردآوری آب رگباری و خالص‌سازی آب می‌تواند به برخی از مناطق شهری کمک کند که در زمینه آب به پایداری رسیده و آب خود را تأمین کنند.

## آلودگی برخاسته از آب رگباری

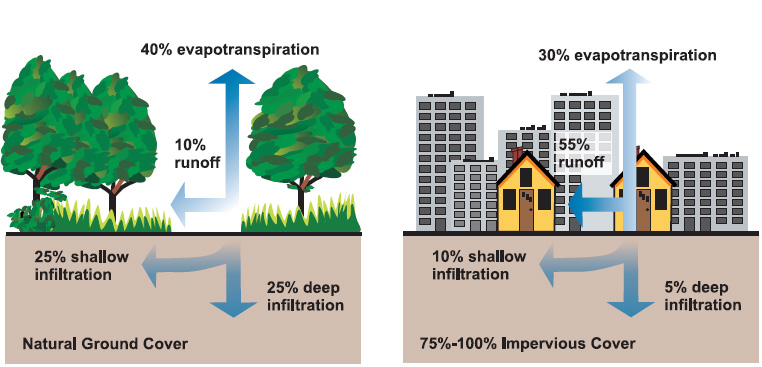
رابطه بین سطوح غیرقابل نفوذ و رواناب سطحی

با پوشش گیاهی کمتر و سطوح غیرقابل نفوذ بیشتر (پارکینگ، جادهها، ساختمانها، خاک فشرده) در مناطق توسعه‌یافته باران کمتری به داخل زمین نفوذ می‌کند و رواناب بیشتری نسبت به مناطق طبیعی به راه می‌افتد. از سوی دیگر جوی‌های آب و شبکه فاضلاب شهری رواناب را به سرعت از مناطق تجاری و مسکونی به داخل آب‌های مجاور منتقل می‌کند. به این شکل، اندازه آب در آبراهه‌ها بسیار افزایش یافته و دبی (کمیت) آن آبراهه‌ها را بسیار افزایش می‌دهد که به فرسایش و جاری شدن سیل می‌انجامد.

## تاریخچه
عطف به تغییرات اساسی شرایط، موضوع زیرساخت‌های آب‌های سیلابی مربوطه به بارش‌های تند، یک سرمایه‌گذاری بلندمدت و پرهزینه است، چرا که به‌طور مکرر خراب می‌شود. این همان مشکلی است که در منطقه اروپا و دریای بالتیک اتفاق می‌افتد و به دلیل تغییرات آب و هوا و پیشرفت شهرنشینی است که دارای مقررات سختگیرانه‌تر هستند. در نتیجه بازنگری در تکنیک‌های مدیریت آب‌های سیلابی و افزایش سرمایه‌گذاری در زیرساخت‌های مربوطه برای انطباق با این شرایط به سرعت در حال تغییرات ضروری است.